# Google Authenticator

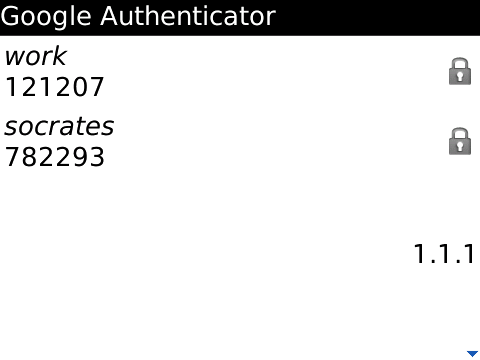
Aplikacja Google Authenticator na telefonie

Google Authenticator – programowy token uwierzytelniania dwuskładnikowego, stworzony przez Google. Aplikacja generuje sześć cyfr, które należy podać podczas logowania razem z loginem i hasłem do usług Google.
Można stworzyć również listę „papierowych” haseł jednorazowych (tym razem jest to kilka zestawów ośmiocyfrowych), które można użyć awaryjnie w przypadku braku dostępu do telefonu (aplikacji). Hasła te należy zapisać lub wydrukować i przechowywać w bezpiecznym, ale dostępnym miejscu, np. portfelu. W każdej chwili listę tych haseł można odwołać i wygenerować nowy zestaw.
Google Authenticator można wykorzystać do logowania do systemu w połączeniu z modułem PAM i OpenSSH.

## Implementacje
Google stworzyło wersje dla iOS, BlackBerry, Android i moduł PAM. Istnieją implementacje stworzone przez inne osoby na następujące platformy:
- Windows Phone 7
- Windows Mobile
- Java CLI
- Java GUI
- J2ME
- PalmOS
- webOS
- Windows

## Opis techniczny
Serwer tworzy 80-bitowy tajny klucz dla każdego użytkownika w postaci ciągu 16 znaków Base32 oraz jako Kod QR. Klient tworzy skrót HMAC-SHA1 używając do tego celu tajnego klucza oraz wiadomości, która jest liczbą 30-sekundowych okresów, które upłynęły od czasu uniksowego. Część HMAC jest wyodrębniana i konwertowana na sześciocyfrowy kod.

### Pseudokod
```
 function 
GoogleAuthenticatorCode
(
string
 secret)
     key := base32decode(secret)
     message := current Unix time ÷ 30
     hash := 
HMAC-SHA1
(key, message)
     offset := last nybble of hash
     truncatedHash := hash[offset..offset+3]  
//4 bajty zaczynające się od ofsetu

     Set the first bit of truncatedHash to zero  
//usuń najbardziej znaczący bit

     code := truncatedHash 
mod
 1000000
     
pad
 code with 0 until length of code is 6
     
return
 code
```

## Technologia
Google Authenticator używa algorytmu dla haseł jednorazowych bazujących na czasie zgodnie z RFC 6238.